# Championnat d'Allemagne de football 1936-1937
Navigation
Meisterschaft
(Gauligen)
1935-1936 Meisterschaft
(Gauligen)
1937-1938
La saison 1936-1937 du Championnat d'Allemagne de football était la 30e édition de la première division allemande.
Seize clubs participent à la compétition nationale, il s'agit des 16 vainqueurs des Gauligen, les championnats régionaux mis en place par le régime nazi.
Les 16 équipes disputent un premier tour où elles sont réparties en 4 poules de 4 équipes, chacune rencontre ses 3 adversaires 2 fois, à domicile et à l'extérieur. L'équipe classée première du groupe à la fin de la première phase est qualifiée pour le tableau final, qui se joue en demi-finale et finale sur match simple.
Schalke 04 remporte la finale en s'imposant face au champion en titre, le FC Nuremberg. C'est le 3e titre de champion d'Allemagne de son histoire en 4 saisons. Schalke 04 réussit même le doublé Coupe-championnat en battant le Fortuna Düsseldorf en finale de la Coupe d'Allemagne. 

## Les 16 clubs participants
| - Ostpreußen : SV Hindenburg Allenstein - Poméranie : Viktoria Stolp - Brandebourg : Hertha Berlin - Schliesen : SC Beuthen 1909 - Sachsen : BC Hartha Chemnitz - Centre : SV Dessau 05 - Nordmark : Hambourg SV - Niedersachsen : Werder Brême | - Westphalie : Schalke 04 - Niederrhein : Fortuna Düsseldorf - Mittelrhein : VfR Cologne - Hesse : SV 06 Kassel - Sud-Ouest : VfR Wormatia Worms - Bade : SV Waldhof Mannheim - Wurttemberg : VfB Stuttgart - Bavière : FC Nuremberg |

## Compétition

### Premier tour
Les 16 champions de Gauliga sont répartis en 4 poules de 4 équipes, seul le premier accède aux demi-finales.

#### Groupe 1
| Rang | Équipe                | Pts | J | G | N | P | Bp | Bc | Diff |  | Résultats (▼ dom., ► ext.) | Hamb | Hart | Hind | Beut |
| ---- | --------------------- | --- | - | - | - | - | -- | -- | ---- |  | -------------------------- | ---- | ---- | ---- | ---- |
| 1    | Hambourg SV           | 12  | 6 | 6 | 0 | 0 | 27 | 4  | +23  |  | Hambourg SV                |      | 3-0  | 5-2  | 6-0  |
| 2    | BC Hartha Chemnitz    | 5   | 6 | 2 | 1 | 3 | 13 | 17 | -4   |  | BC Hartha Chemnitz         | 0-3  |      | 1-1  | 4-2  |
| 3    | Hindenburg Allenstein | 4   | 6 | 1 | 2 | 3 | 10 | 21 | -11  |  | Hindenburg Allenstein      | 1-6  | 2-6  |      | 2-2  |
| 4    | SC Beuthen 1909       | 3   | 6 | 1 | 1 | 4 | 12 | 20 | -8   |  | SC Beuthen 1909            | 1-4  | 6-2  | 1-2  |      |

#### Groupe 2
| Rang | Équipe         | Pts | J | G | N | P | Bp | Bc | Diff |  | Résultats (▼ dom., ► ext.) | Scha | Werd | Hert | Vikt |
| ---- | -------------- | --- | - | - | - | - | -- | -- | ---- |  | -------------------------- | ---- | ---- | ---- | ---- |
| 1    | Schalke 04     | 11  | 6 | 5 | 1 | 0 | 31 | 5  | +26  |  | Schalke 04                 |      | 5-1  | 2-1  | 8-0  |
| 2    | Werder Brême   | 9   | 6 | 4 | 1 | 1 | 20 | 10 | +10  |  | Werder Brême               | 2-2  |      | 3-1  | 5-0  |
| 3    | Hertha Berlin  | 4   | 6 | 2 | 0 | 4 | 12 | 13 | -1   |  | Hertha Berlin              | 1-2  | 2-5  |      | 4-0  |
| 4    | Viktoria Stolp | 0   | 6 | 0 | 0 | 6 | 1  | 36 | -35  |  | Viktoria Stolp             | 0-12 | 0-4  | 1-3  |      |

#### Groupe 3
| Rang | Équipe             | Pts | J | G | N | P | Bp | Bc | Diff |  | Résultats (▼ dom., ► ext.) | Stut | Worm | Dess | Kass |
| ---- | ------------------ | --- | - | - | - | - | -- | -- | ---- |  | -------------------------- | ---- | ---- | ---- | ---- |
| 1    | VfB Stuttgart      | 9   | 6 | 4 | 1 | 1 | 12 | 3  | +9   |  | VfB Stuttgart              |      | 0-0  | 1-2  | 3-0  |
| 2    | VfR Wormatia Worms | 9   | 6 | 4 | 1 | 1 | 11 | 3  | +8   |  | VfR Wormatia Worms         | 0-1  |      | 1-0  | 3-1  |
| 3    | SV Dessau 1905     | 4   | 6 | 2 | 0 | 4 | 6  | 12 | -6   |  | SV Dessau 1905             | 0-2  | 0-4  |      | 0-2  |
| 4    | SV 06 Kassel       | 2   | 6 | 1 | 0 | 5 | 7  | 18 | -11  |  | SV 06 Kassel               | 1-5  | 1-3  | 2-4  |      |

#### Groupe 4
| Rang | Équipe              | Pts | J | G | N | P | Bp | Bc | Diff |  | Résultats (▼ dom., ► ext.) | Nure | Duss | Mann | Koln |
| ---- | ------------------- | --- | - | - | - | - | -- | -- | ---- |  | -------------------------- | ---- | ---- | ---- | ---- |
| 1    | FC Nuremberg        | 11  | 6 | 5 | 1 | 0 | 18 | 4  | +14  |  | FC Nuremberg               |      | 3-1  | 4-1  | 3-1  |
| 2    | Fortuna Düsseldorf  | 6   | 6 | 2 | 2 | 2 | 9  | 8  | +1   |  | Fortuna Düsseldorf         | 0-0  |      | 2-1  | 0-2  |
| 3    | SV Waldhof Mannheim | 5   | 6 | 2 | 1 | 3 | 6  | 14 | -8   |  | SV Waldhof Mannheim        | 1-7  | 1-1  |      | 1-0  |
| 4    | VfR Koln            | 2   | 6 | 1 | 0 | 5 | 4  | 11 | -7   |  | VfR Koln                   | 0-1  | 1-5  | 0-1  |      |

### Demi-finale
- Tous les matchs ont eu lieu le 6 juin 1937.

| Équipe 1     | Résultat | Équipe 2      |
| ------------ | -------- | ------------- |
| FC Nuremberg | 3 - 2    | Hambourg SV   |
| Schalke 04   | 4 - 2    | VfB Stuttgart |

### Match pour la3eplace
| 20 juin 1937 | VfB Stuttgart | 1 - 0 | Hambourg SV | Stade Probstheida, Leipzig |  |
|              |               |       |             |                            |  |

### Finale
| 20 juin 1937 | Schalke 04 | 2 - 0 | FC Nuremberg | Olympiastadion, Berlin |
|              |            |       |              | Spectateurs : 101 000  |

## Bilan de la saison
| Tableau d'Honneur                   |            |
| Compétition                         | Vainqueur  |
| Championnat d'Allemagne de football | Schalke 04 |
| Coupe d'Allemagne de football       | Schalke 04 |